# Грабовно-Велике (Нижньосілезьке воєводство)
Грабовно-Велике (пол. Grabowno Wielkie, нім. Groß Graben) — село в Польщі, у гміні Твардогура Олесницького повіту Нижньосілезького воєводства. Населення — 1118 осіб (2011).
У 1975-1998 роках село належало до Вроцлавського воєводства.

## Демографія
Демографічна структура станом на 31 березня 2011 року:
|          | Загалом | Допрацездатний вік | Працездатний вік | Постпрацездатний вік |
| -------- | ------- | ------------------ | ---------------- | -------------------- |
| Чоловіки | 562     | 115                | 408              | 39                   |
| Жінки    | 556     | 108                | 337              | 111                  |
| Разом    | 1118    | 223                | 745              | 150                  |